# Mom und Dad retten die Welt
Mom und Dad retten die Welt (Originaltitel: Mom and Dad Save the World) ist eine US-amerikanische Filmkomödie aus dem Jahr 1992. Die Regie führte Greg Beeman, das Drehbuch schrieben Chris Matheson und Ed Solomon. Die Hauptrollen spielten Teri Garr und Jeffrey Jones.

## Handlung
Auf einem fernen Planeten, der hauptsächlich von Idioten bewohnt wird, hat ein machthungriger Despot namens Todd Spengo die Herrschaft an sich gerissen. Um seinen Größenwahn zu befriedigen, will er die Erde mit einem neuen Superlaser zerstören, doch als er vorher durch das Zielokular blickt, erblickt er die Erdenfrau Marge Nelson und verliebt sich auf der Stelle in sie. Als „Mom“ Marge und ihr Mann „Dad“ Dick zu ihrer alljährlichen Hochzeitsreise unterwegs sind, entführt Spengo kurzerhand den Wagen samt Insassen. Er umwirbt Marge heftig und will sie zu seiner Königin macher, aber vergeblich, da die beiden Eheleute sich trotz ihrer gegenwärtigen Ehekrise immer noch treu sind. Als ein Versuch, aus Dicks Gedanken zu lesen, warum Marge ihn so liebt wie keinen anderen, fehlschlägt, lässt Spengo ihn kurzerhand ins Gefängnis werfen.
Dick gelingt es nach einigen Schwierigkeiten, aus seiner Zelle zu entkommen, und begegnet dabei Raff, den rechtmäßigen Herrscher des Planeten, der ebenfalls ein Gefangener Spengos ist. Dieser schickt ihn in die Wüste, um die Widerstandskämpfer um seinen Sohn Sirk und seine Tochter Semage anzuführen. Mit knapper Not schafft es Dick aus dem Palast in die Wüste, nimmt Kontakt mit den Rebellen auf und etabliert sich – trotz seines Mangels an militärischen Fähigkeiten und der eher dürftigen Bewaffnung der Rebellen – als deren Anführer zum Umsturz von Spengo. Gleichzeitig erfährt aber auch Marge Unterstützung: General Afir, der Oberbefehlshaber von Spengos Armee, hat genug von der Exzentrik seines Herrn und verspricht ihr seine Hilfe; doch beide werden von Spengo ertappt. Dieser verurteilt Afir daraufhin, gleich am nächsten Tag zusammen mit der Erde zum ersten Opfer des Superlasers zu werden, gleich nachdem er Marge geehelicht hat.
Mithilfe einiger Ablenkungsmanöver und Spengos Ego gelingt es Dick und den Rebellen, sich in den Palast zu schmuggeln und im entscheidenden Augenblick den Kampf für die Befreiung des Planeten zu beginnen. Nach einem Schwertkampf fällt Spengo einer Horde von heimischen Parasiten zum Opfer, und Marge wird befreit. Die Herrschaft von Raff wird wiederhergestellt, und Marge und Dick kehren mit einer gründlich gekitteten Beziehung und einigen denkwürdigen Reiseandenken wieder auf die Erde zurück.

## Kritiken
Rita Kempley schrieb in der Washington Post vom 25. Juli 1992, es gebe 2001 Gründe, den Film nicht zu sehen. Der wichtigste Grund sei, der Film sei „doof“ („dumb“).
Das Lexikon des internationalen Films kritisiert, dass „sich zwischen Albernheit und braver Satire“ eine dünne Story dahinschlängele, „deren Originalität von Ausstattung und Kostümen weit übertroffen wird. Die erstaunlich engagiert spielenden Hauptdarsteller sorgen immerhin für harmlose Unterhaltung.“
Science  Fiction Media schrieb: „[…] und heraus kommt unausgehorener Schwachsinn, über den wohl kaum jemand lachen kann.“

## Auszeichnungen
Robyn Reichek wurde im Jahr 1993 für die Kostüme für den Saturn Award nominiert.

## Hintergründe
Der Film wurde an einigen Drehorten in Kalifornien gedreht, darunter im Vasquez Rocks Natural Area Park. Für die Spezialeffekte war Tony Gardner zuständig. Der Film spielte in den Kinos der USA ca. 2,0 Millionen US-Dollar ein.